# Gymnostyles stolonifera
Gymnostyles stolonifera é uma espécie de planta com flor pertencente à família Asteraceae. 
A autoridade científica da espécie é (Brot.) Tutin, tendo sido publicada em Botanical Journal of the Linnean Society 70 (1): 18. 1975.

## Portugal
Trata-se de uma espécie presente no território português, nomeadamente em Portugal Continental, no Arquipélago dos Açores e no Arquipélago da Madeira.
Em termos de naturalidade é introduzida nas três regiões atrás referidas.

## Protecção
Não se encontra protegida por legislação portuguesa ou da Comunidade Europeia.